# سيد علام
سيد علام ممثل مصري وضابط شرطة  ومحام بالنقض.

## حياته ونشأته
من مواليد حي السيدة زينب حيث تربى وعاش هناك. تخرج في كلية الشرطة عام 1978 وبدأ في ممارسة هوايته للتمثيل، وله من روح الفكاهة والمرح الكثير، ومن المفارقات أنه كان دائما يقوم بأدواره الفنية بدور ضابط الشرطة بذات الرتبة الحقيقية التي يمارس بها عمله الفعلي دونما زيادة أو نقصان، مما أعطى أعماله الفنية مصداقية كبيرة. حصل على ماجستير القانون الجنائي عام 1986 من جامعة القاهرة. تدرج في المناصب الشرطية حتى وصل إلى رتبة لواء مساعد لوزير الداخلية. وأحيل إلى التقاعد بعد تاريخ من العمل الشرطي المتميز عام 2013. تميز بحبه لعلوم القانون وامتهن المحاماة وأصبح محامياً أمام محكمة النقض.
ظهر على شاشة السينما لأول مرة في فيلم «على من نطلق الرصاص» للمخرج كمال الشيخ عام 1975، وكان مازال طالب في كلية الشرطة، وواصل التمثيل السينمائي والتليفزيوني لتصبح حصيلة أعماله الفنية، خلال 36 سنة، 78 عملاً فنياً.

## أهم أفلامه
- خيوط العنكبوت:1985

فيلم «لا تسألني من أنا» للمخرج أشرف فهمي، عام 1984
فيلم «رمضان فوق البركان» للمخرج أحمد السبعاوي، عام 1985
فيلم «شادر السمك» للمخرج علي عبد الخالق، عام 1986
فيلم «كراكون في الشارع» للمخرج أحمد يحيى، عام 1986
مسلسل «رأفت الهجان ج1» للمخرج يحيى العلمي، عام 1988

## وصلات خارجية
- سيد علام على موقع IMDb (الإنجليزية)
- سيد علام على موقع الدهليز
- سيد علام على موقع قاعدة بيانات الأفلام العربية
- سيد علام على الدهليز
- سيد علام على كاروهات